# Campionati europei di nuoto in vasca corta 2019
La XXIV edizione dei campionati europei di nuoto in vasca corta si è svolta dal 4 all'8 dicembre 2019 al Tollcross International Swimming Centre di Glasgow, nel Regno Unito.

## Nazioni e partecipanti
Le federazioni aderenti alla LEN che hanno iscritto i propri atleti alla rassegna sono 49; i partecipanti sono in totale 539, di cui 305 uomini e 234 donne.
- Albania (4)
- Andorra (4)
- Austria (19)
- Azerbaigian (2)
- Belgio (4)
- Bielorussia (10)
- Bosnia ed Erzegovina (4)
- Bulgaria (8)
- Cipro (3)
- Croazia (6)
- Danimarca (23)
- Estonia (4)
- Fær Øer (3)

- Finlandia (17)
- Francia (19)
- Georgia (2)
- Germania (38)
- Gibilterra (3)
- Gran Bretagna (18)
- Grecia (4)
- Irlanda (19)
- Islanda (8)
- Israele (12)
- Italia (41)
- Kosovo (6)

- Lettonia (3)
- Liechtenstein (2)
- Lituania (6)
- Lussemburgo (6)
- Macedonia del Nord (2)
- Malta (5)
- Moldavia (5)
- Norvegia (13)
- Paesi Bassi (8)
- Polonia (28)
- Portogallo (11)
- Rep. Ceca (16)

- Romania (3)
- Russia (34)
- San Marino (3)
- Serbia (5)
- Slovacchia (12)
- Slovenia (10)
- Spagna (9)
- Svezia (17)
- Svizzera (8)
- Turchia (21)
- Ucraina (8)
- Ungheria (23)

## Medagliere
| Posiz. | Nazione       | Oro | Argento | Bronzo | Totale |
| ------ | ------------- | --- | ------- | ------ | ------ |
| 1      | Russia        | 13  | 5       | 4      | 22     |
| 2      | Italia        | 6   | 7       | 7      | 20     |
| 3      | Paesi Bassi   | 5   | 1       | 4      | 10     |
| 4      | Ungheria      | 4   | 4       | 3      | 11     |
| 5      | Gran Bretagna | 3   | 4       | 4      | 11     |
| 6      | Francia       | 2   | 5       | 2      | 9      |
| 7      | Polonia       | 2   | 1       | 2      | 5      |
| 8      | Grecia        | 2   | 0       | 2      | 4      |
| 9      | Lituania      | 2   | 0       | 0      | 2      |
| 10     | Germania      | 1   | 5       | 2      | 8      |
| 11     | Bielorussia   | 1   | 1       | 1      | 3      |
| 12     | Norvegia      | 0   | 2       | 0      | 2      |
| 13     | Turchia       | 0   | 1       | 1      | 2      |
| 14     | Svezia        | 0   | 1       | 0      | 1      |
| 14     | Svizzera      | 0   | 1       | 0      | 1      |
| 14     | Ucraina       | 0   | 1       | 0      | 1      |
| 17     | Danimarca     | 0   | 0       | 5      | 5      |
| 18     | Finlandia     | 0   | 0       | 2      | 2      |
| 18     | Irlanda       | 0   | 0       | 2      | 2      |
| 20     | Romania       | 0   | 0       | 1      | 1      |
| Totale | Totale        | 41  | 39      | 42     | 122    |

## Podi

### Uomini
| Evento                         | Oro | Tempo    | Argento                                                                   | Tempo    | Bronzo                                                                                               | Tempo    |
| Stile libero                   | |          |                                                                           |          | |          |
| 50 m (dettagli)                | Vladimir Morozov | 20"40    | Florent Manaudou                                                          | 20"66    | Maksim Lobanovskii                                                                                   | 20"76    |
| 100 m (dettagli)               | Vladimir Morozov | 45"53    | Alessandro Miressi                                                        | 45"90    | Vladislav Grinëv                                                                                     | 46"35    |
| 200 m (dettagli)               | Danas Rapšys | 1'41"12  | Duncan Scott                                                              | 1'41"42  | Michail Vekoviščev                                                                                   | 1'41"52  |
| 400 m (dettagli)               | Danas Rapšys | 3'33"20  | Thomas Dean                                                               | 3'37"95  | Gabriele Detti                                                                                       | 3'38"06  |
| 1500 m (dettagli)              | Gregorio Paltrinieri | 14'17"14 | Henrik Christiansen                                                       | 14'18"15 | David Aubry                                                                                          | 14'51"49 |
| Dorso                          | |          |                                                                           |          | |          |
| 50 m (dettagli)                | Kliment Kolesnikov | 22"75    | Christian Diener                                                          | 23"07    | Shane Ryan                                                                                           | 23"12    |
| 100 m (dettagli)               | Kliment Kolesnikov | 49"09    | Christian Diener                                                          | 49"94    | Robert Glință                                                                                        | 50"30    |
| 200 m (dettagli)               | Radosław Kawęcki | 1'49"26  | Christian Diener                                                          | 1'50"05  | Luke Greenbank                                                                                       | 1'50"09  |
| Rana                           | |          |                                                                           |          | |          |
| 50 m (dettagli)                | Vladimir Morozov | 25"51    | Hüseyin Emre Sakçı                                                        | 25"82    | Arno Kamminga Fabio Scozzoli                                                                         | 25"84    |
| 100 m (dettagli)               | Arno Kamminga | 56"06    | Il'ja Šymanovič                                                           | 56"42    | Fabio Scozzoli                                                                                       | 56"55    |
| 200 m (dettagli)               | Arno Kamminga | 2'02"36  | Erik Persson                                                              | 2'02"80  | Marco Koch                                                                                           | 2'02"87  |
| Farfalla                       | |          |                                                                           |          | |          |
| 50 m (dettagli)                | Oleg Kostin | 22"23    | Szebasztián Szabó                                                         | 22"35    | Ümit Can Güres                                                                                       | 22"38    |
| 100 m (dettagli)               | Marius Kusch | 49"06    | Michail Vekoviščev                                                        | 49"53    | Marcin Cieślak                                                                                       | 49"75    |
| 200 m (dettagli)               | Andreas Vazaios | 1'50"23  | Ramon Klenz                                                               | 1'51"51  | James Guy                                                                                            | 1'51"73  |
| Misti                          | |          |                                                                           |          | |          |
| 100 m (dettagli)               | Kliment Kolesnikov | 51"15    | Sergej Fesikov                                                            | 51"59    | Andreas Vazaios                                                                                      | 51"62    |
| 200 m (dettagli)               | Andreas Vazaios | 1'50"85  | Tomoe Zenimoto Hvas                                                       | 1'51"74  | Philip Heintz                                                                                        | 1'52"55  |
| 400 m (dettagli)               | Max Litchfield | 4'01"36  | Ilia Borodin                                                              | 4'03"65  | Daniel Pasynkov                                                                                      | 4'04"98  |
| Staffette                      | |          |                                                                           |          | |          |
| 4x50 m stile libero (dettagli) | Russia Vladislav Grinëv Michail Vekoviščev Kliment Kolesnikov Vladimir Morozov Sergej Fesikov* Daniil Markov* Aleksandr Popkov* | 1'22"92  | Polonia Pawel Juraszek Marcin Cieślak Karol Ostrowski Jakub Kraska        | 1'23"74  | Italia Federico Bocchia Marco Orsi Giovanni Izzo Alessandro Miressi Leonardo Deplano* Thomas Ceccon* | 1'24"50  |
| 4x50 m misti (dettagli)        | Russia Kliment Kolesnikov Vladimir Morozov Oleg Kostin Vladislav Grinëv Sergej Fesikov* Aleksandr Popkov* Michail Vekoviščev*   | 1'30"63  | Ungheria Richárd Bohus Dávid Horváth Szebasztián Szabó Maksim Lobanovskii | 1'32"10  | Bielorussia Viktar Staselovich Il'ja Šymanovič Yauhen Tsurkin Artsiom Machekin                       | 1'32"29  |

### Donne
| Evento                         | Oro | Tempo   | Argento | Tempo         | Bronzo                                                                                      | Tempo   |
| Stile libero                   | |         | |               |                                                                                             |         |
| 50 m (dettagli)                | Marija Kameneva | 23"56   | Mélanie Henique                                                                                                 | 23"66         | Pernille Blume                                                                              | 23"73   |
| 100 m (dettagli)               | Freya Anderson | 51"49   | Béryl Gastaldello                                                                                               | 51"85         | Femke Heemskerk                                                                             | 51"88   |
| 200 m (dettagli)               | Freya Anderson | 1'52"77 | Federica Pellegrini                                                                                             | 1'52"88       | Femke Heemskerk                                                                             | 1'53"35 |
| 400 m (dettagli)               | Simona Quadarella | 3'59"75 | Isabel Marie Gose                                                                                               | 4'00"01       | Ajna Késely                                                                                 | 4'00"04 |
| 800 m (dettagli)               | Simona Quadarella | 8'10"30 | Ajna Késely | 8'11"77       | Martina Caramignoli                                                                         | 8'12"36 |
| Dorso                          | |         | |               |                                                                                             |         |
| 50 m (dettagli)                | Kira Toussaint | 25"84   | Béryl Gastaldello                                                                                               | 26"03         | Alicja Tchórz                                                                               | 26"16   |
| 100 m (dettagli)               | Kira Toussaint | 55"71   | Marija Kameneva                                                                                                 | 56"10         | Georgia Davies                                                                              | 56"73   |
| 200 m (dettagli)               | Margherita Panziera | 2'01"45 | Daryna Zevina                                                                                                   | 2'02"25       | Kira Toussaint                                                                              | 2'03"04 |
| Rana                           | |         | |               |                                                                                             |         |
| 50 m (dettagli)                | Benedetta Pilato | 29"32   | Martina Carraro                                                                                                 | 29"60         | Mona McSharry                                                                               | 29"87   |
| 100 m (dettagli)               | Martina Carraro | 1'04"51 | Arianna Castiglioni                                                                                             | 1'05"01       | Jenna Laukkanen                                                                             | 1'05"12 |
| 200 m (dettagli)               | Maria Temnikova | 2'18"35 | Molly Renshaw                                                                                                   | 2'19"66       | Martina Carraro                                                                             | 2'19"68 |
| Farfalla                       | |         | |               |                                                                                             |         |
| 50 m (dettagli)                | Mélanie Henique | 24"56   | Béryl Gastaldello                                                                                               | 24"78         | Emilie Beckmann Jeanette Ottesen                                                            | 25"15   |
| 100 m (dettagli)               | Anastasija Škurdaj | 56"21   | Elena Di Liddo                                                                                                  | 56"37         | Anna Ntountounaki                                                                           | 56"44   |
| 200 m (dettagli)               | Katinka Hosszú | 2'03"21 | Ilaria Bianchi                                                                                                  | 2'04"20       | Zsuzsanna Jakabos                                                                           | 2'05"00 |
| Misti                          | |         | |               |                                                                                             |         |
| 100 m (dettagli)               | Katinka Hosszú | 57"36   | Marija Kameneva                                                                                                 | 57"59         | Jenna Laukkanen                                                                             | 58"62   |
| 200 m (dettagli)               | Katinka Hosszú | 2'04"68 | Maria Ugolkova                                                                                                  | 2'06"59       | Siobhan-Marie O'Connor                                                                      | 2'06"74 |
| 400 m (dettagli)               | Katinka Hosszú | 4'25"10 | Zsuzsanna Jakabos                                                                                               | 4'28"76       | Ilaria Cusinato                                                                             | 4'29"13 |
| Staffette                      | |         | |               |                                                                                             |         |
| 4x50 m stile libero (dettagli) | Francia Béryl Gastaldello Mélanie Henique Léna Bousquin Anna Santamans Anouchka Martin* Paesi Bassi Tamara van Vliet Kira Toussaint Femke Heemskerk Valerie van Roon | 1'35"21 | non assegnato                                                                                                   | non assegnato | Danimarca Julie Kepp Jensen Jeanette Ottesen Emilie Beckmann Pernille Blume Emily Gantriis* | 1'35"24 |
| 4x50 m misti (dettagli)        | Polonia Alicja Tchórz Dominika Sztandera Kornelia Fiedkiewicz Katarzyna Wasick                                                                                       | 1'44"85 | Italia Silvia Scalia Benedetta Pilato Elena Di Liddo Silvia Di Pietro Arianna Castiglioni* Federica Pellegrini* | 1'44"92       | Russia Marija Kameneva Nika Godun Arina Surkova Daria S. Ustinova                           | 1'44"96 |

### Misto
| Evento                         | Oro | Tempo   | Argento                                                                               | Tempo   | Bronzo | Tempo   |
| Staffette                      | |         |                                                                                       |         | |         |
| 4x50 m stile libero (dettagli) | Russia Vladimir Morozov Vladislav Grinëv Arina Surkova Marija Kameneva Michail Vekoviščev* Dar'ja S. Ustinova* Elizaveta Klevanovich* | 1'28"31 | Gran Bretagna Duncan Scott Scott McLay Anna Hopkin Freya Anderson James Guy*          | 1'28"64 | Francia Maxime Grousset Florent Manaudou Mélanie Henique Béryl Gastaldello Clément Mignon* Anna Santamans*      | 1'28"86 |
| 4x50 m misti (dettagli)        | Russia Kliment Kolesnikov Vladimir Morozov Arina Surkova Marija Kameneva Sergej Fesikov* Oleg Kostin* Dar'ja S. Ustinova*             | 1'36"22 | Paesi Bassi Kira Toussaint Arno Kamminga Joeri Verlinden Femke Heemskerk Jesse Putts* | 1'37"12 | Danimarca Mathias Zander Rysgaard Tobias Bjerg Jeanette Ottesen Pernille Blume Emilie Beckmann* Emily Gantriis* | 1'38"02 |